# Kikihia paxillulae
Kikihia paxillulae är en insektsart som beskrevs av Fleming 1984. Kikihia paxillulae ingår i släktet Kikihia och familjen cikador. Inga underarter finns listade i Catalogue of Life.